# 육지것들
《육지것들》은 2023년에 개봉한 대한민국의 영화이다.

## 캐스팅
- 강마루 : 견모 역
- 김소이 : 나타 역
- 박상협 : 선배 역
- 배보람 : 쨍쨍이 역
- 최진혁 : 덕구 역
- 박정훈 : 케빈 역
- 김영학 : 성만 역
- 서정빈 : 공주 역
- 안민영 : 전도사 역
- 신지웅 : 취객 역
- 황선택 : 서퍼 1 역
- 민동호 : 서퍼 2 역
- 김세현 : 수녀 1 역
- 이지운 : 수녀 2 역
- 방상호 : 집주인 역
- 유가원 : 무용 역